# Invasión mongola de Corasmia
La invasión mongola de Corasmia fue un conflicto bélico acaecido entre el Imperio mongol, liderado por Gengis Kan, y el Imperio corasmio, gobernado por Mohamed II de Corasmia, y que duró desde el año 1219 hasta 1221. Dicha invasión marcó el inicio de las conquistas mongolas de los Estados islámicos de Asia, durante la expansión mongola que originó la conquista de prácticamente toda Eurasia, salvo Europa occidental, Fennoscandia, el Imperio bizantino, Arabia, el subcontinente indio, Siberia septentrional, Japón y partes del Sudeste asiático.
Tras la conquista del Kanato de Kara-Kitai, el Imperio mongol y el corasmio pasaron a ser Estados vecinos, de forma que en un principio las relaciones entre ambas potencias fueron amistosas y aun comerciales; Gengis Kan llegó a enviar a Mohamed II un mensaje en el que lo saludaba como su igual: "Tú gobiernas el sol ascendiente y yo el sol poniente". No obstante, la decisión de este de atacar una caravana mongola en ruta hacia Otrar desencadenaría finalmente una campaña de castigo de los ejércitos mongoles, que supondría el fin del Imperio corasmio. 
Hasta ese momento, la unificación de todos las tribus mongolas, la adhesión de los turcomanos y otros pueblos nómadas, y aun las primeras invasiones del Imperio Jin no habían conllevado un número muy elevado de bajas, ni excesivas pérdidas materiales. No obstante, la invasión del Imperio corasmio supuso una auténtica campaña de extermino y devastación, que originaría la infame reputación de los mongoles como guerreros sanguinarios. Esta breve guerra destacó no solo por la destrucción de un gran imperio, sino por el uso de tácticas despiadadas para someter a las poblaciones conquistadas: aquellas que se rendían eran respetadas, pero las que hacían frente a los mongoles o las que se sublevaban una vez conquistadas eran arrasadas y sus habitantes ejecutados hasta el último hombre.
Sería la invasión, posterior destrucción y completa devastación del Imperio corasmio la que marcaría la fama de sanguinarios a los mongoles y a todas sus campañas llevadas a partir de entonces. En esta breve guerra, que duró menos de dos años, no fue solo la destrucción de un imperio enorme, sino las tácticas empleadas por Gengis que no se verían hasta los alemanes en la Segunda Guerra Mundial -ataques indirectos y matanzas de poblaciones enteras como armas de guerra.

## Orígenes del conflicto
Irónicamente, no fue la intención de invadir Corasmia lo que motivó la conquista. Gengis Kan envió mensajeros al emperador Mohamed II de Corasmia, con un mensaje saludándole como su igual. La unificación de las tribus mongolas y otras etnias de nómadas bajo el mando de Gengis se había llevado a cabo relativamente pequeños derramamientos de sangre. Incluso la invasión de China no había ocasionado muchas más muertes en comparación con las campañas llevadas hasta el momento.[cita requerida]
Después de la derrota del Kanato de Kara-Kitai, el Imperio mongol de Gengis Kan compartía frontera con el Imperio corasmio, gobernado por el sah Mohamed II de Corasmia. Este había tomado recientemente bajo su control parte del territorio, y estaba en disputa con el califa de Bagdad. El sah se opuso a mostrar la debida obediencia y respeto al califa y a pagarle el tributo obligatorio como líder del islam, a la vez que le exigía su reconocimiento como sultán de su Imperio, lo cual había originado cierta inestabilidad en su frontera meridional. Esta fue la situación que hallaron los mongoles cuando entablaron contacto con el Imperio corasmio, de manera que la rivalidad existente entre los líderes del mundo musulmán podría llegar a resultar beneficiosa. 
No obstante, según la Historia secreta de los mongoles, Gengis Kan solo estaba interesado en un principio en entablar provechosas relaciones comerciales con su nuevo vecino, o incluso en establecer una potencial alianza. No obstante, el sah desconfiaba de las intenciones comerciales de Gengis, y sus enviados en Pekín le informaron de la desmedida crueldad de los mongoles cuando asaltaron la ciudad durante la guerra con el Imperio Jin. Mientras tanto, el califa de Bagdad, An-Násir, intentó concertar una alianza con los mongoles para que lucharan contra el sah corasmio, pero Gengis descartó esa alianza, porque se hallaba en guerra con Jin, porque el comercio con Corasmia le era provechoso, y porque no podía aceptar la autoridad de otro representante divino que no fuera él mismo. 
Gengis entonces envió una caravana con 500 musulmanes para establecer vínculos oficiales de comercio con Corasmia. Sin embargo Inalchuq, Gobernador de la ciudad corasmita de Otrar, hizo arrestar a los miembros de la caravana que venían de Mongolia, alegando que la caravana era una conspiración contra Corasmia. Parece poco probable que Gengis estuviera tratando de provocar un conflicto con el imperio Corasmita, teniendo en cuenta que él aún seguía tratando de lidiar con los Jin en el noreste de China.
Gengis Kan envió entonces un segundo grupo de tres embajadores (uno musulmán y dos mongoles) para reunirse con el sah en persona y demandar la liberación de la caravana en Otrar, junto con la entrega del Gobernador para ser castigado. El sah hizo que ambos mongoles fueran rasurados y el musulmán decapitado antes de enviarlos de regreso con Gengis Kan. Muhammad también ordenó que los integrantes de la caravana fueran ejecutados. Ello fue una grave afrenta para el mismísimo Kan, que consideraba a los embajadores "sagrados e inviolables" Esto llevó a Gengis Kan a atacar la Dinastía Corasmita. Los mongoles cruzaron las montañas Tian Shan, llegando al imperio del Sah en 1219.

## La invasión inicial de Corasmia
Después de reunir la información de muchas fuentes de inteligencia, principalmente procedente de espías a lo largo de la Ruta de la Seda, Gengis Khan preparó cuidadosamente a su ejército, el cual estaba organizado de forma distinta a sus anteriores campañas. Los cambios se realizaron para aumentar las unidades secundarias de su temida caballería, tanto pesada como ligera. Seguía confiando en la movilidad de su caballería, pero incorporó aspectos aprendidos durante la guerra en China, particularmente en el asedio. Su ejército incluía también arietes, pólvora, fundíbulos y balistas. También la red de inteligencia era formidable, ya que los mongoles nunca invadieron a un adversario cuyas capacidades militar y económica, así como su capacidad de resistir, no hubiera sido estudiada a fondo. Por ejemplo, Subotai y Batú Kan pasaron un año observando Europa Central antes de invadir los ejércitos de Hungría y Polonia, en dos batallas.
El tamaño del ejército se discute a veces, desde ejércitos con 90.000 efectivos hasta ejércitos más grandes estimados en 250.000 hombres, y Gengis los ponía en manos de sus más capaces generales. Gengis también llevaba un gran cuerpo de ingenieros con él, principalmente de origen chino. Estos extranjeros eran expertos en asedios, construcción de puentes, doctores y una variedad de soldados.
Es necesario mencionar que fue en esta invasión donde Khan demostró por primera vez el concepto de ataque indirecto, que le marcaría a él y también a sus hijos y nietos. El Khan dividió sus ejércitos y envió una parte de él únicamente para encontrar y ejecutar al Sah.
El ejército del Sah contaba con aproximadamente 400.000 hombres, divididos entre las principales ciudades. Esto era por dos razones. Primero, un ejército tan grande bajo el mando de un solo general, podría volverse contra él y derrocarle. Segundo, los informes de la embajada en China decían que los mongoles no eran expertos en la guerra de asedio y tendrían dificultades a la hora de asaltar una posición fortificada. Esto resultó ser una decisión errónea.
Cansados y agotados del viaje, los mongoles todavía ganaron sus primeras batallas contra el ejército de Corasmia. Un ejército mongol de 25.000 o 30.000 hombres, bajo el mando de Jochi, atacó al ejército del Sah al sur de Corasmia y forzó a la mayor parte del ejército a huir a las montañas. El principal ejército mongol, encabezado personalmente por el Khan, asedió rápidamente la ciudad de Otrar, llegando a la ciudad en el otoño de 1219. Durante cinco meses Gengis asedió la ciudad antes de que la mayor parte de Otrar finalmente fuera saqueada.
Otro mes pasó antes de que la ciudadela de Otrar fuera tomada. Inalchuq se mantuvo fuera del alcance de los mongoles hasta el final, ya fuera escalando hasta la ciudadela en los últimos momentos del asedio o tirando azulejos a los mongoles que venían. Gengis ordenó matar a muchos de los habitantes, esclavizar al resto y ejecutar a Inalchuq, a quien se le derramó oro fundido en la garganta[cita requerida], como venganza por la muerte de la caravana que había mandado el Khan.

## Los asedios de Bujará, Samarcanda y Kunya-Urgench
Gengis había enviado a uno de sus generales, Jebe, lejos al sur, a la cabeza de un pequeño ejército, con la intención de cortar la retirada al ejército del Sah hacia la mitad sur del Imperio. Más lejos, Gengis y Tolui, a la cabeza de un ejército de 50.000 hombres, pasaban de largo de Samarcanda y seguían hacia el oeste, con la intención de asediar primero Bujará. Para hacer esto, necesitaban pasar el aparentemente intransitable desierto de Kyzyl Kum, yendo de oasis en oasis, guiados por nómadas capturados que conocían el camino. Los mongoles llegarían a las puertas de Bujará pasando casi desapercibidos. Muchos estudiosos de la táctica militar consideran esta sorprendente llegada a Bujará como una de los más exitosos ataques por sorpresa de la historia militar.
Bujará no estaba fuertemente fortificada, tan solo contaba con un foso, una simple muralla y una ciudadela que toda ciudad de Corasmia tenía. La guarnición de Bujará estaba formada por soldados turcos y liderados por un general turco. Intentaron romper el cerco al tercer día de asedio, pero las fuerzas turcas (aproximadamente 20.000 hombres) fueron aniquilados en campo abierto. Los líderes de la ciudad abrieron las puertas, salvo una unidad de soldados turcos que se refugió en la ciudadela y aguantó otros veinte días. Los supervivientes de la ciudadela fueron ejecutados, los artesanos fueron enviados a Mongolia, los hombres jóvenes que no habían luchado, fueron reclutados para el ejército mongol y el resto de la población fue esclavizada. Este fue el tratamiento típico de las ciudades tomadas al enemigo durante el resto de la campaña. Como los mongoles habían saqueado la ciudad, se originó un incendio en la ciudad que arrasó la mayor parte de la ciudad. Gengis Khan había reunido a la población en la mezquita principal de la ciudad, donde declaró que era el azote de Dios que había venido para hacerles pagar por sus pecados, antes de ordenar su ejecución.
Después de la caída de Bujará, Gengis se dirigió al este, hacia la ciudad de Samarcanda a la que llegó en marzo de 1220, que estaba mejor fortificada y contaba con una guarnición de 100.000 soldados para defenderla. Cuando Gengis comenzó el asedio, sus hijos Chagatai y Ogotai se le unieron después de terminar el asedio de Otrar y unieron sus fuerzas para lanzarlas al asalto de la ciudad, usando prisioneros como escudos humanos. Al tercer día de combate, la guarnición de la ciudad lanzó un contraataque. Fingiendo retirarse, Gengis atrajo fuera de la ciudad a 50.000 de los defensores a un combate en campo abierto donde los masacraron. Mohamed intentó sin éxito romper el asedio dos veces, pero fracasó. En el quinto día, una fuerza de 2.000 soldados se rindieron a los mongoles. El resto de los soldados, fieles seguidores del Sah, resistieron en la ciudadela. Después de la caída de la fortaleza, Gengis negó cualquier piedad a los prisioneros y mandó ejecutar a cualquier soldados que hubiera luchado contra él durante el asedio a Samarcanda. A la población de Samarcanda se le pidió que saliera de la ciudad y se reuniera en un llano al lado de la ciudad, donde fueron exterminados y se levantaron montañas con los cráneos de las víctimas como símbolo de la victoria mongola.
Una vez tomada Samarcanda, el Khan le pidió a Subotai y Jebe, dos de sus mejores generales que salieran y dieran caza al Sah, que había huido al oeste huyendo de los mongoles. El Sah huía con algunos de sus leales soldados y su hijo, Mingburnu, hacía las costas del mar Caspio donde tenía una isla en dicho mar, en la cual murió. La mayoría de los historiadores atribuyen su muerte a una neumonía, pero otros la atribuyen a la pena por la pérdida de su imperio y poder. Esto ocurrió en diciembre de 1220. Mientras tanto, la riqueza del comercio de la ciudad de Urgench todavía estaba en manos de las fuerzas corasmias. Antes, la madre del Sah había gobernado allí, pero huyó y fue capturada cuando se enteró de la huida de su hijo al mar Caspio. Fue apresada y enviada a Mongolia. Uno de los generales de Mohamed, un hombre llamado Khumar Tegin, se había declarado a sí mismo Sultán de Urgench. Jochi, que había estado en la campaña, en el norte, desde la invasión, se aproximó a la ciudad desde aquella dirección, mientras que Gengis, Ogotai y Chagatai atacaron Urgench desde el sur.
El asedio y asalto de Urgench demostró ser la más dura batalla en el curso de la invasión. La ciudad estaba construida a lo largo del río Amu Daria, en un pantanoso delta. El suave suelo no prestaba muchas ayudas a favor de la guerra de asedio, y había una carencia de piedras para las catapultas. A pesar de todo, los mongoles pasaron al asalto, y a pesar de la fuerte resistencia de los defensores, de luchar casa por casa, la ciudad cayó. Las bajas mongolas fueron más altas de lo normal, debido a que la lucha en la batalla no permitió emplear las tácticas mongolas.